# Hiller VXT-8
Le Hiller VXT-8 était un concept d'ADAV à aile annulaire de type « coléoptère », proposé aux États-Unis à la fin des années 1950 et inspiré par le prototype français Snecma C-450 Coléoptère.
Contrairement au projet français, dont un prototype fut construit et testé en vol — avec des conséquences douloureuses —, le projet américain ne dépassa pas le stade de la construction d'une maquette.

## Conception et développement

### Premiers prototypes de plateformes volantes: des débuts difficiles
Au cours des années 1950, les militaires américains étaient désespérément en train de chercher un moyen d'améliorer la mobilité de leurs unités, qui étaient sous la menace permanente d'une attaque nucléaire, bactériologique ou chimique. D'un côté, de petits hélicoptères monoplaces furent imaginés comme alternative aux appareils de plus grande taille, dont le développement semblait atteindre ses limites, mais de l'autre, les militaires s'attaquaient au dur travail de concevoir un aéronef qui soit suffisamment fiable et qui puisse être piloté par un soldat sans formation particulière.
Stanley Hiller, fondateur et président de Hiller Helicopters, et amateur de conceptions innovantes, désirait absolument relever le défi. Bien que les efforts de sa compagnie se montrèrent être un échec sur le plan aérodynamique, ils prouvèrent que la soufflante carénée était une solution technique pratique pour la conception de futurs aéronefs ADAV plus conventionnels.
À la fin des années 1940, l'ingénieur aéronautique renommé Charles H. Zimmerman (en), développa une nouvelle approche du vol vertical. Il imagina qu'une petite plateforme horizontale, avec une personne en équilibre dessus, pouvait être propulsée par un flux vertical, le pilote stabilisant instinctivement l'engin avec ses réflexes naturels. De même, il devait pouvoir utiliser son poids pour diriger l'engin dans une direction voulue. Même si le centre de gravité haut-placé risquait de donner à l'ensemble une stabilité très limitée, le concept de Zimmerman se montra correct, et théoriquement, l'appareil étant piloté « à l'instinct », il pouvait être utilisé par n'importe quel soldat sur le terrain. Zimmerman prévit de construire plusieurs prototypes pour mettre en application ses théories. Après de nombreux retards, dus à des priorités différentes de la compagnie Hiller, Zimmerman parvint à attirer l'attention de l'armée, qui initia plusieurs contrats le 17 septembre 1953 pour des machines pilotées par les réflexes humains (dites « kinesthésiquement pilotées »). Zimmerman conçut plusieurs prototypes, plus ou moins réussis, dont les plus notables furent le Model 1031, construit à partir de septembre 1954, et le Model 1031-A-1, qui vola pour la première fois le 20 novembre 1957.
Malgré de nombreuses expérimentations et avancées dans le domaine des plateformes volantes pilotées, les appareils étaient toujours sujets à des problèmes de stabilité, de contrôle et de vitesse de déplacement limitée, et un système de gyro-stabilisation fut installé,. Plus tard, sur demande de l'armée, un prototype plus grand, le Hiller VZ-1E fut conçu. Après plusieurs modifications, il résolut une partie des problèmes précédemment cités mais pas totalement. Toutefois, il inaugura une nouvelle façon de penser, en matière de vol vertical.

### Naissance et courte existence du projet VXT-8
L'équipe d'ingénieurs de Hiller réalisa que, si une plateforme pilotée par kinesthésie n'était pas pratique pour le vol vers l'avant, le concept de soufflante carénée demeurait prometteur pour la réalisation de futurs avions à décollage vertical (ADAV). Par conséquent, l'Office of Naval Research débloqua des fonds pour le développement d'un prototype de « coléoptère », constitué d'une aile en anneau abritant une hélice carénée allongée, et d'une structure principale agissant comme un fuselage porteur en vol horizontal à grande vitesse.
Une maquette de cet appareil, désignée VXT-8 fut assemblée, mais le projet n'alla pas plus loin En effet, le contrôle en vol d'un tel engin aurait été extrêmement difficile. La dernière tentative de la compagnie Hiller pour exploiter les intérêts de la soufflante carénée fut une proposition pour une compétition de « Jeep volante » de l'US Army. Le concept de Hiller, consistant en quatre soufflantes carénées entraînées par un turbomoteur fixé sur une structure simple, ne fut pas retenu. S'il avait pu bénéficier d'un système de contrôle adapté, ce concept aurait peut-être révolutionné le transport sur le champ de bataille. Toutefois, à la même époque, les problèmes posés par les moteurs à pistons furent résolus par les turbomoteurs et les nouveaux hélicoptères de transport, tels le Huey, rendirent obsolètes les projets comme celui de la Jeep volante.

### Conséquences
Les expérimentations de Hiller avec les différents modèles de plateformes volantes se révélèrent peu pratiques, et la compagnie mit la clé sous la porte en 1966,. Toutefois, toutes ces réalisations mirent en évidence et validèrent le concept de soufflante carénée, qui fut repris pour la conception d'aéroglisseurs dans les années 1960, puis sur de nombreux prototypes de drones plus récemment,.

## De nos jours
La maquette construite du VXT-8 est conservée et visible au musée d'aviation Hiller à San Carlos, en Californie.

## Caractéristiques techniques
Données de National Air and Space Museum, ARD-236: Summary Report.
Caractéristiques générales
- Équipage : 1 pilote
- Envergure : 2,54 m
- Hauteur : 2,13 m
- Masse à vide : 167,8 kg
- Masse typique : 251,7 kg
- Moteur : 2  moteurs deux-temps à cylindres à plat opposés refroidis par air Nelson H-59 de 40 ch (29,42 kW)   chacun

 Performances 